# My Name (BoA)
My Name è il quarto album in studio della discografia sudcoreana della cantante sudcoreana BoA, pubblicato nel 2004.

## Tracce
1. My Name - 3:12
2. Spark - 3:16
3. I Got U - 3:30
4. 기도 (My Prayer) - 4:23
5. 완전한 날개 (One Wings - Embracing Each Other) - 3:29
6. 두근두근 (Pit-a-Pat) - 4:18
7. I Kiss - 3:18
8. 상관없어 (Don't Give a Damn) - 3:03
9. 그럴 수 있겠지...!? (Maybe... Maybe Not!?) - 3:23
10. Etude - 3:18
11. 인사 (Good-Bye) - 4:25
12. Feel Me - 3:14
13. 바보같죠 (Stay in Love) - 4:17
14. 우리 (We) (Theme From 태극기휘날리며) (Bonus Track) - 4:45